# The Tribe (1998)
The Tribe ist ein britisches Filmdrama aus dem Jahr 1998. Regie führte Stephen Poliakoff, der auch das Drehbuch schrieb.

## Handlung
Emily und ihre Freunde besetzen ein Londoner Haus. Der Besitzer beauftragt Jamie mit der Räumung der Immobilie. Jamie versucht zuerst, seinen Auftrag zu erfüllen, später freundet er sich mit den Besetzern an.
Jamie erfährt von Emily, dass er einen HIV-Test machen und einen Tag lang nichts essen soll. Er bringt sie zu deren Eltern. Gemeinsam mit Lizzie und Adam geht er eine Dreiecksbeziehung ein.
Die Gruppe wird von einer Gang überfallen, wobei eines der Mitglieder, Ricky, schwer verletzt wird. Ricky wird in ein Krankenhaus eingeliefert. Die Bande demoliert am Abend des gleichen Tages den Garten des Hauses. Lizzie zieht weg. Etwas später folgt Emily dem Beispiel nachdem sie zum Abschied Sex mit Jamie hat und ihm ein späteres erneutes Treffen in Aussicht stellt.

## Kritiken
Chris Allison schrieb auf Screenonline, der Film reinterpretiere die sozialen Experimente und die Verbreitung neuer Religionen der 1960er Jahre. Die Gruppenmitglieder würden jedoch komfortabler als jene in den 1960er Jahren leben und Errungenschaften wie Mobiltelefone nutzen. Der Film biete das für Poliakoff gewöhnliche visuelle Flair wie die „expressionistische“ Verwendung der roten Farbe.

## Hintergrund
Der Film wurde in London und in Surrey gedreht. Er wurde zum ersten Mal in Großbritannien am 21. Juni 1998 von der BBC veröffentlicht.